# Lindhardt og Ringhof
Lindhardt og Ringhof este una dintre cele mai mari edituri din Danemarca, împreună cu companiile subsidiare asociate (Carlsen, Alinea, Akademisk Forlag, Alfabeta forlag și SAGA). Editura are aproximativ 180 de angajați și publică aproximativ 600 de cărți pe an.

## Istoric
Editura a fost fondată în 1971 de Otto B. Lindhardt și Gert Ringhof, care plecaseră de la Gyldendal. Prima carte, Derfor Strejker vi, a fost lansată în același an.
În 1979 a introdus conceptul de „Oferta lunii la librărie”, care  urmărea să realizeze o combinație între conceptul de carte ieftină și ideea de club de carte. Editura a fost achiziționată în 1990 de Bonniers Bøger A/S, care a vândut în 2007 toate activitățile sale editoriale către Aschehoug, divizia daneză a corporației media internaționale Egmontforlaget. Noua editură a primit numele Lindhardt og Ringhof. Funcția de director a fost preluată în 2011 de Lars Boesgaard, care fusese anterior director al companiei Gyldendal.
Lindhardt og Ringhof publică, de asemenea, cărți audio sub marca Audioteket, precum și cărți electronice daneze și străine.
Lindhardt og Ringhof a publicat scrierile unor autori danezi precum Leif Davidsen, Michael Katz Krefeld, Jørn Riel, Benn Q. Holm, Claus Meyer, Gretelise Holm, Knud Romer. Editura se bazează foarte mult pe literatura tradusă, publicând atât cărți profesionale, cât și ficțiuni ale unor autori precum Karl Ove Knausgård, Herbjørg Wassmo, Donna Tartt, Siri Hustvedt, Paul Auster, John Irving, Danielle Steel, Wilbur Smith, Antony Beevor și Jamie Oliver.

## Legături externe
- Lindhardt og Ringhofs hjemmeside Arhivat în 27 octombrie 2020, la Wayback Machine.